# Vasilij Čiginskij
Vasilij Čiginskij (Leningrado, 4 giugno 1969) è un regista russo.

## Filmografia parziale

### Regista
- Mirror War- Guerra di Riflessi (2005)
- Lev Jašin. Vratar' moej mečty (2019)